# Icy Tower
Icy Tower – bezpłatna, platformowa gra komputerowa stworzona i wydana przez szwedzki zespół Free Lunch Design w 2001 roku.
Celem bohatera jest zdobycie oblodzonej wieży poprzez zdobywanie kolejnych stopni biegnących wewnątrz niej schodów. Celem gracza jest zdobycie jak największej liczby stopni (tzw. pięter) oraz punktów (przyznawanych za efektowne skoki wewnątrz wieży). Gra na wyższych piętrach ulega stopniowemu utrudnieniu. Sterowaniu postacią służy klawiatura lub inne urządzenia wejścia.
Gracze Icy Tower podczas rozgrywki zamierzają zazwyczaj osiągnąć dobry wynik w jednej z wielu dostępnych im dyscyplin gry, tzw. kategorii. Osiągnięcia graczy w każdej z kategorii mogą być udostępniane w ramach licznych służących temu celowi społeczności internetowych. Jedną z metod, poprzez które gracze porównują swoje wyniki, są internetowe listy rekordów. Inną są internetowe zawody, w których mogą oni rywalizować bezpośrednio (tzw. turnieje).
Możliwości gry rozszerzają zarówno jej twórcy, regularnie wydając kolejne jej wersje, jak i gracze, tworząc wzbogacające ją skórki i postacie oraz umożliwiające zmianę jej warunków aplikacje i modyfikacje. Wydana została również mobilna oraz internetowa wersja programu.

## Tło gry
Nastrój Icy Tower nawiązuje do klimatu współczesnego amerykańskiego osiedla. Główny bohater gry imieniem Harold the Homeboy to beztroski przedstawiciel młodzieżowej kultury skejtowskiej. W równie swobodnej konwencji utrzymana jest szata graficzna oraz oprawa dźwiękowa gry. Sam Harold posługuje się slangiem.
Harold the Homeboy jest również bohaterem innych gier Free Lunch Design: Harold’s Hills i Harold’s Tower Blast.

## Rozgrywka

Gracz może rozpocząć grę na parterze wieży, wewnątrz której postać gracza może biec oraz wykonywać skoki ze stopnia (tzw. schodka) na stopień. Swobodę postaci ograniczają dwie ściany wieży oraz półprzepuszczalna budowa schodków,można przenikać je tylko i wyłącznie od dołu. Gdy postać przekroczy górną krawędź ekranu, ten podąży za nią tak, aby pozostała ona w jego obrębie.
Gdy postać zdobywa 5. piętro, cała zawartość ekranu zaczyna powoli opadać. Odtąd zadaniem gracza jest utrzymać narzucane tempo i nie wypaść poza jego dolną krawędź, co kończy grę. Prędkość przesuwania się ekranu zwiększa się skokowo po każdym trwającym 30 sekund obrocie zegara widocznego w rogu ekranu. Po piątym obrocie zegar ulega uszkodzeniu i dalszy wzrost prędkości nie następuje.
Celem gracza jest zdobycie jak najwyższego piętra oraz uzyskanie jak najwyższej liczby punktów. Punkty przyznawane są za każde osiągnięte piętro oraz za widowiskowość samych skoków. Fizykę gry opisują dwie reguły:
1. Im większa prędkość tym większy skok.
2. Prędkość (i zarazem kierunek) poruszania się postaci można zmieniać także podczas skoku.

Reguła 2. umożliwia zwiększanie prędkości postaci poprzez „odbijanie” jej od ścian wieży. Aby „odbić” postać, należy skierować ją ku ścianie i bezpośrednio po zderzeniu odwrócić kierunek skoku. Dzięki temu możliwe jest prowadzenie gry, nawet nie mając miejsca (lub czasu), aby rozpędzać postać na samych schodkach. Wysokość wieży jest nieskończona, a szczyt niemożliwy do zdobycia. Przebieg każdej zakończonej gry można zapisać jako tzw. powtórkę (ang. replay) i wielokrotnie odtwarzać.

### Schodki
Długość schodków jest uzależniona od numeru przynależnego im piętra, wersji gry i czynnika losowego. Rozmieszczenie schodków jest całkowicie losowe. Wygląd schodków ulega zmianie co 100 pięter. Od wersji 1.2 Icy Tower umożliwia wybór typu schodków, na których gracz rozpoczyna każdą uruchomioną grę. W tym celu należy jednak uprzednio „odblokować” wybrany typ schodka, zdobywając piętro pierwotnie posiadające wybrany przez gracza wygląd. Przykładowo aby móc rozpoczynać grę od czwartego typu schodków, domyślnie przypisanego do pięter 300-399, należy uprzednio zdobyć co najmniej 300. piętro.

### Punktacja
W trakcie gry możliwe jest wykonanie kilku skoków o minimum dwa piętra każdy – jeśli okres pomiędzy każdym ze skoków wyniesie maksimum trzy sekundy, czynność taka nazywana jest kombinacją (tzw. kombosem, ang. combo). Kombinacja jest podstawowym sposobem zdobywania punktów w Icy Tower.  Aby kombinacja została wynagrodzona punktami, musi ona jednak obejmować przynajmniej dwa skoki, a następnie musi zostać spełniony jeden z poniższych warunków:
- Postać przez trzy sekundy nie wykonała kolejnego skoku (a nie wypadła poza dolną krawędź ekranu).
- Postać zeskoczyła na jeden ze schodków poniżej.
- Postać wykonała skok o jeden schodek.

Każda zakończona kombinacja nagradzana jest premią wyrażaną wzorem {\displaystyle x=n^{2},} gdzie {\displaystyle n} oznacza liczbę pięter zawartych w kombinacji. Po zakończeniu kombinacji na ekranie wyświetla się opisujący ją komentarz (tzw. nagroda), zależny od liczby pokonanych w jej ramach pięter oraz wersji gry. W dodatku za każde zdobyte piętro gracz jednorazowo otrzymuje 10 punktów.

### Rekordy
Icy Tower rejestruje najlepsze rezultaty gracza poprzez wbudowane w grę tabele.
- Każda tabela zawiera informacje o pięciu najlepszych, wedle różnych kategorii, grach.
- Każdą zawartą w tabelach grę charakteryzują wyniki w określonych kategoriach.
- To, czy dana kategoria charakteryzuje poszczególne gry czy też nie, a także to, czy posiada ona osobną tabelę, według niej posortowaną, zależy od rodzaju kategorii oraz wersji programu.

 Gracze mogą również publikować swoje osiągnięcia w Internecie, w ramach udokumentowanych powtórkami list najlepszych wyników. Wyniki na listach rekordów można porządkować według rezultatów w trzech kategoriach bazowych oraz w rozmaitych innych kategoriach oficjalnych i nieoficjalnych. Oficjalna lista rekordów znajduje się na serwerze Free Lunch Design.
 Możliwe jest także porównanie umiejętności dwóch graczy za pomocą tzw. metody K+. Wzór K+ zawiera iloczyn sumy ilorazów, gdzie argumenty ilorazów wyrażają rekordy obu graczy w określonej kategorii Icy Tower. Przykładowo K+ ze Score, Floor i Combo wyraża wzór:
{\displaystyle x={\frac {100{\left[{\sqrt {\frac {punkty_{a}}{punkty_{b}}}}+2{\left({\frac {pietra_{a}}{pietra_{b}}}\right)}+{\frac {kombinacja_{a}}{kombinacja_{b}}}\right]}}{4}},}
gdzie {\displaystyle punkty,} {\displaystyle pietra} i {\displaystyle kombinacja} oznaczają odpowiednio najlepszy wynik punktowy, najlepszy wynik piętrowy oraz najlepszą kombinację ({\displaystyle a} – gracza nr 1, {\displaystyle b} – gracza nr 2). W powyższym wzorze podwojono iloraz wyrażający liczbę pięter (aby zniwelować początkową przewagę kategorii „punktowych” nad „piętrowymi”) oraz spierwiastkowano iloraz wyrażający liczbę punktów (w celu odzwierciedlenia zasady, że liczba punktów danej gry jest bliska kwadratowi jej najwyższej kombinacji). Mechanizm K+ bywa implementowany w listach rekordów w taki sposób, aby każdy użytkownik listy mógł porównać swoje rezultaty z najlepszymi rezultatami rankingu.
Dodatkowo począwszy od wersji 1.4 gra ocenia umiejętności gracza poprzez przyporządkowywanie go do jednego z 11 podsumowujących jego dokonania poziomów (tzw. rang, ang. ranks). Rangi wzorowane są na systemie oceniania stosowanym w szkolnictwie Stanów Zjednoczonych, dlatego też rangą odpowiadającą najniższym umiejętnościom jest „F”, a nieco wyższym – „A”. Fakt przypisania gracza do określonej rangi jest uzależniony od wysokości jego rekordów w czterech kategoriach: Floor, Combo, CC 1 i NML.

### Oszustwa
Większość wersji Icy Tower posiada specjalne, ukryte tryby rozgrywki, oferujące graczom możliwość zmiany wyglądu oraz zachowania gry. Gra z uruchomionym trybem ukrytym uniemożliwia zapisywanie powtórek. Oprócz tego dla większości wersji programu utworzono trainery umożliwiające nominalną zmianę liczby zdobytych pięter oraz punktów.
 Działanie Icy Tower można sztucznie spowolnić, np. poprzez uruchomienie gry w oknie w miejsce trybu pełnoekranowego bądź specjalny program. Gracze stosujący tego typu rozwiązania dysponują większą w porównaniu z pozostałymi graczami ilością czasu, aby rozważać posunięcia kierowanej przez nich postaci. W styczniu 2006 r. kilku znanych graczy ujawniło, że używało spowalniania (ang. slowdown), aby zwiększyć swoje wyniki. Skutkiem tego oświadczenia był spadek zainteresowania oficjalną listą rekordów, która zawierała zarówno powtórki graczy nie stosujących ułatwień, jak i „spowalniających”. W maju 2007 r., w momencie otwarcia oficjalnego serwisu Icy Tower, zresetowano ranking graczy. Powtórki ze starej listy rekordów nie zostały przeniesione do listy nowej, mimo to jej kolejna wersja nadal nie zawiera mechanizmu, który uniemożliwia umieszczanie na niej „spowolnionych” powtórek.
W wersji 1.4 Icy Tower wyposażono w mechanizm, który zapisuje w treści powtórki informację o stopniu, w jakim prędkość, przy której została ona utworzona odbiega od normy (według której obrót zegara w rogu ekranu powinien trwać 30 sekund). Rozwiązanie to umożliwia twórcom list rekordów podjęcie decyzji o przyjęciu lub odrzuceniu każdej wysłanej do nich powtórki, zależnie od poziomu tolerancji, który wykazują oni względem spowalniania.

## Historia
| 1. | 1.0   | ŚWI: 22.12.2001 |
| 2. | 1.1   | ŚWI: 11.01.2002 |
| 3. | 1.2   | ŚWI: 11.10.2003 |
| 4. | 1.2.1 | ŚWI: 31.01.2004 |
| 5. | 1.3   | ŚWI: 06.09.2005 |
| 6. | 1.3.1 | ŚWI: 29.10.2005 |
| 7. | 1.4   | ŚWI: 03.06.2009 |

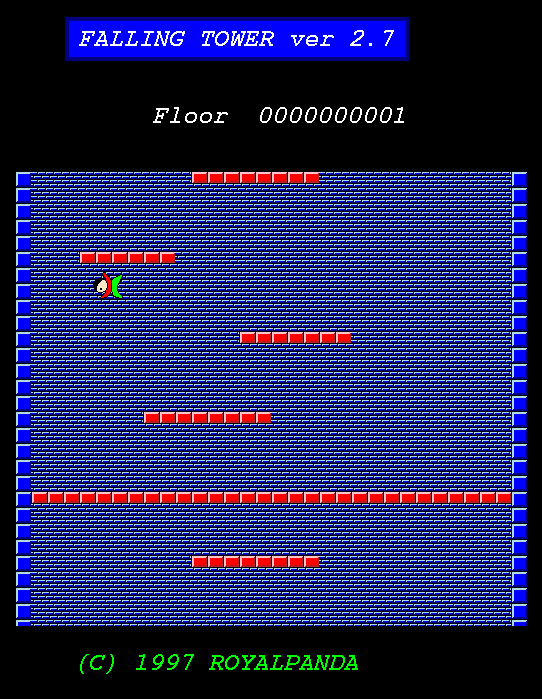
Zrzut ekranu gry Xjump, która zainspirowała twórcę Icy Tower.

Icy Tower została stworzona przez szwedzki zespół Free Lunch Design i napisana w języku C za pomocą biblioteki Allegro. Pierwowzór Icy Tower stanowi Xjump, gra dla systemu Linux.
 Wersje aplikacji podlegają zasadom numeracji wersji oprogramowania. Aktualna wersja programu nosi numer 1.5. Zmiany numeru minor (x.y) sygnalizują zmianę całego pakietu gry, łącznie z jej zasobami dźwiękowymi i graficznymi. Zmiany numeru release (x.y.z) sygnalizują wydanie łaty, tj. zmienionego pliku wykonywalnego gry, którego zadaniem jest wyeliminowanie powstałych w poprzedzających go wydaniach błędów. Łaty rozprowadzane są także poza pełnym pakietem instalacyjnym gry.

### Wersje
Twórcy Icy Tower utrzymują kontakt z jej graczami i uwzględniają ich opinie, opracowując nowe wersje programu. Lista ważniejszych wprowadzonych dotychczas zmian obejmuje:
Plik rekordów (1.1)Automatycznie generowany i aktualizowany plik przechowujący informacje o bieżących rekordach gracza. Mógł on zostać wysłany na ówczesną oficjalną listę rekordów.
 Pliki powtórek (1.2)Niewielkie pliki przechowujące przebieg wybranej gry wraz z 30-literowym podpisem jej twórcy. Wprowadzenie tego rozwiązania podniosło wiarygodność list rekordów, ponieważ wysyłane do nich powtórki mogą być weryfikowane dokładniej niż wykorzystywane w poprzedniej wersji pliki tekstowe. System zapisu i odczytu powtórek udoskonalano równolegle z całym programem. Utrudniono m.in. ich błędne podpisanie (1.2.1), przyspieszono przewijanie (1.3), umożliwiono ich sortowanie oraz wyświetlanie paska postępu, pseudonimu twórcy i informacji dot. wciskanych w trakcie ich nagrywania klawiszy podczas ich odtwarzania (1.3), a także wprowadzono automatyczny ich zapis w momencie pobicia przez gracza rekordu (1.4).
Preferencje dot. sterowania (1.2)Możliwość spersonalizowania ustawień klawiszy sterujących grą. Dodatkowo w wersji 1.3 umożliwiono wybór klawisza pauzującego grę.
Zmniejszona długość schodków (1.3)Zmianę tę wprowadzono w celu utrudnienia rozgrywki w momencie przekroczenia przez postać bariery 1000. piętra. W wersjach wcześniejszych niż 1.3 gracz o wysokich umiejętnościach nawet przy najwyższej prędkości gry potrafił kontynuować ją przez tysiące pięter, efektem czego były powtórki o długości kilkudziesięciu minut.
Usunięcie błędu przenikalnych schodków (1.3)Błąd ten, znany jako tzw. ghost floor, polegał na okazjonalnym generowaniu schodków nie zatrzymujących opadającej na nie postaci, co zazwyczaj prowadziło do zakończenia gry. Ta występująca tylko przy najwyższej prędkości usterka zniechęciła do gry kilku graczy, co skłoniło twórców do podjęcia prac nad Icy Tower w wersji 1.3 – początkowo zamierzali oni jedynie wyeliminować w niej niniejszy błąd, oznaczyć poprawione wydanie numerem 1.2.2 i rozprowadzać jako łatkę.
 Profile graczy (1.4)Aby ułatwić wielu graczom grę przy jednym komputerze wprowadzono konta użytkowników, tzw. profile (ang. profiles). W każdym profilu zapamiętywane są ogólnodostępne statystyki gromadzące informacje o umiejętnościach jego właściciela, jak również jego osobiste preferencje dotyczące gry. Domyślnym kontem jest tzw. profil gościa (ang. guest profile).
Obsługa nowych kategorii (1.4)Umożliwiono grę w warunkach zmienionej grawitacji, początkowej prędkości gry i bazowej długości schodków. Funkcjonalność ta udostępnia do pewnego stopnia opcje, które w poprzednich wersjach gry oferowały z reguły odpowiednie trainery. Wyniki, które osiągnięto w zmienionych warunkach nie wpływają jednak na stan wbudowanych list rekordów (które rejestrują wyłącznie rezultaty osiągnięte w warunkach standardowych). Funkcjonalność wbudowanych list zresztą rozszerzono, sprawiając, że przechowują one także wyniki w kategoriach dotychczas uznawanych za nieoficjalne (np. w stylach JS x czy CC x).
Zabezpieczenie przeciw spowalnianiu (1.4)W Icy Tower 1.4 wprowadzono rozwiązanie, które ocenia prawdopodobieństwo, że komputer danego gracza jest spowolniony i zapisuje tę informację w plikach zapisywanych przez niego powtórek. Wykrywaniu spowalniania służy także opracowywany w 2007 r. samodzielny program nazwany SDbuster (ang. Slowdown Buster), który szacuje prawdopodobieństwo, że dana gra została „spowolniona” na podstawie uprzednio zapamiętanych różnic w przebiegu powtórek utworzonych w typowej i zmienionej prędkości.
Do mniejszych zmian należy modernizacja szaty graficznej gry (1.4), możliwość wyboru początkowego typu schodków (1.2) lub możliwość tworzenia przez graczy nowych postaci (1.2).
Wprowadzono także komentarze do kombinacji o nazwach Super!, Fantastic!, Splendid! i No way! oraz podwyższono progi długości kombinacji przypisane wybranym komentarzom (1.2).
14 marca 2007 r. w serwisie Free Lunch Design opublikowano informację o podjęciu współpracy z firmą Xendex Entertainment w zakresie przeniesienia Icy Tower na platformę mobilną. 6 października 2008 r. wydano grę pt. Icy Tower Mobile (tzw. ITM). Ograniczenia platformy powodują, że ITM jest pozbawione takich znanych z wersji stacjonarnej funkcjonalności, jak udostępnianie powtórek w Internecie albo zmiana wbudowanych postaci.
24 września 2009 r. wydana została testowa wersja przygotowywanej przez Free Lunch Design gry pt. Icy Tower for Facebook, będącej przeniesieniem Icy Tower na platformę Adobe Flash. Icy Tower for Facebook umożliwia graczowi m.in. porównywanie swoich wyników z wynikami swoich znajomych w serwisie Facebook oraz ulepszanie wyglądu używanej przez niego postaci i uaktywnianie nowych możliwości gry poprzez opłacanie ich zdobywanymi w trakcie gry tzw. żetonami (ang. coins). ITFB jest całkowicie pozbawione możliwości nagrywania powtórek z przebiegiem poszczególnych gier.
W listopadzie 2012 roku ukazała się kontynuacja Icy Tower pod nazwą Icy Tower 2, przeznaczona na system operacyjny iOS; w tym samym miesiącu pojawiła się wersja gry na system Android. Według szacunków producenta 23 listopada 2012 roku liczba pobrań Icy Tower 2 sięgnęła miliona egzemplarzy.
Istnieją również nieoficjalne, wykonane przez graczy porty Icy Tower przeznaczone na konsole Nintendo DS oraz PlayStation Portable.

## Odbiór gry
Według Johana Peitza, twórcy gry, przyczyną popularności Icy Tower jest fakt, że oferuje ona graczom dużą różnorodność dostępnych stylów rozgrywki, w wyniku czego mogą oni walczyć m.in. „o piętra” i „o punkty”. Miarą tej popularności jest fakt, że Icy Tower zajmowała wysokie miejsca w rankingu najczęściej pobieranych gier serwisu Download.com; średnia tygodniowa liczba jej pobrań wynosiła w 2006 r. „ponad 20 000”, ich suma natomiast przekroczyła przed 2010 r. 4 miliony. Największym uznaniem, przyjmując kryterium liczby serwisów internetowych jej poświęconych, gra cieszy się w Czechach, Niemczech i Polsce. Z Europy Środkowej pochodzą także czołowi światowi gracze.
 Społeczności internetowe poświęcone Icy Tower umożliwiają swoim członkom wymianę osiągnięć i powtórek oraz spostrzeżeń dotyczących gry. Gracze skupieni w obrębie jednej lub wielu społeczności rywalizują często w ramach internetowych zawodów, tzw. turniejów. Turnieje Icy Tower są zazwyczaj podzielone na kilka trwających jeden lub więcej dni rund. W trakcie każdej rundy każdy uczestnik turnieju ma za zadanie utworzyć jedną lub więcej powtórek zawierających jak najlepszy wynik w określonej kategorii gry. 15 lipca 2006 r. w Krakowie i 5 lipca 2008 r. w Warszawie przeprowadzono ogólnopolskie spotkania graczy.
30 maja 2007 r. z inicjatywy Free Lunch Design pod adresem icytower.freelunchdesign.com uruchomiony został oficjalny serwis Icy Tower. 3 czerwca 2009 r., w dniu wydania wersji 1.4, otworzono także uzupełniający go serwis icytower.com.

## Dodatki

### Modyfikacje
Mechanika Icy Tower umożliwia zmianę wyglądu gry poprzez tzw. mody (ang. mods). Mody służą zarówno celom estetycznym, jak i praktycznym, tj. polepszeniu wyników graczy. Polepszenie wyników następuje wtedy, gdy mod maskuje te aspekty rozgrywki, które podczas gry rozpraszają zazwyczaj uwagę graczy (np. zegar lub różnice pomiędzy typami schodków). Przykładem moda, który upraszcza rozgrywkę jest ceniony przez graczy Retro Tower, redukujący kolorystykę wieży do czerni i bieli. Mody tworzono dla wszystkich wersji Icy Tower, pliki modów sporządzone dla określonej wersji głównej (1.x) gry są jednak niekompatybilne z plikami wykonywalnymi innej (wyjątek stanowią wersje 1.0 i 1.1). Przyczyną tego jest fakt, że budowa plików z zasobami graficznymi Icy Tower jest uzależniona od wersji gry.
 Od wersji 1.2 Icy Tower umożliwia również graczom tworzenie nowych postaci, które mogą zastąpić dwie postacie domyślnie z nią rozprowadzane („Harold the Homeboy” i „Disco Dave”) i ścieżki dźwiękowej.

### Pozostałe
Istnieje także szereg narzędzi ułatwiających graczom trening, zmianę fizyki gry lub analizę własnych rezultatów. 
| IT     | Nazwa                           | Opis | URL  |
| ------ | ------------------------------- | --- | ---- |
| 1.2.1  | Solid Floor                     | Modyfikacja gry powodująca, że schodki są całkowicie materialne, tj. niemożliwe do przeniknięcia od góry i od dołu. |      |
| 1.3.1  | Solid Floor                     | Modyfikacja gry powodująca, że schodki są całkowicie materialne, tj. niemożliwe do przeniknięcia od góry i od dołu. |      |
| 1.3.1  | Sparse Floor                    | Modyfikacja gry powodująca, że schodki odpowiadające piętrom o nieparzystych numerach zostają usunięte z wieży. |      |
| 1.3.1  | Icy Tower Floor Controller      | Trainer umożliwiający zmianę szerokości schodków. Tzw. ITFC. |      |
| 1.3.1  | Icy Tower Initial Speed Changer | Trainer umożliwiający zmianę początkowej prędkości gry. Tzw. ISC. |      |
| od 1.2 | ITRCHECK                        | Program, który analizuje powtórki i porównuje wyniki zapisane w ich nagłówku z wynikami implikowanymi przez ich zawartość. W wersji 1.4 ITRCHECK został zintegrowany z plikiem wykonywalnym gry. Znany także jako ITR Checker. | b.d. |
| od 1.3 | ITRCHECK                        | Program, który analizuje powtórki i porównuje wyniki zapisane w ich nagłówku z wynikami implikowanymi przez ich zawartość. W wersji 1.4 ITRCHECK został zintegrowany z plikiem wykonywalnym gry. Znany także jako ITR Checker. |      |
| od 1.4 | ITRCHECK                        | Program, który analizuje powtórki i porównuje wyniki zapisane w ich nagłówku z wynikami implikowanymi przez ich zawartość. W wersji 1.4 ITRCHECK został zintegrowany z plikiem wykonywalnym gry. Znany także jako ITR Checker. |      |
| b.o.   | Kalkulatory K+                  | Programy, które udostępniają interfejs graficzny ułatwiający porównywanie graczy za pomocą metody K+. |      |